# Эйдельсон, Рахиль Соломоновна
Рахиль Соломоновна Эйдельсон (бел. Рахіль Саламонаўна Эйдэльсон; род. 14 ноября 1958, Алатырь, Чувашская АССР) — белорусская шахматистка. Известна также под именем Раиса.
Научилась играть в шахматы в восемь лет, у матери. Первый тренер — Лев Рувимович Пак, среди своих учителей называла Михаила Шерешевского, Андрея Ковалёва, Исаака Болеславского.
Чемпионка Белоруссии по шахматам среди женщин (1980, 1985, 1987, 1989, 1993, 1995, 1997, 1998, 2003 и 2004; в 1987 поделила 1-2-е места с Эльмирой Хоровец), не раз была вице-чемпионкой. Участница женских чемпионатов СССР, лучший результат — 4-е место (1987). Играла за сборную Белоруссии на шахматных олимпиадах (1994, 1998, 2000 и 2004). В 1995 году ФИДЕ присвоило ей звание международного гроссмейстера среди женщин.
Живёт в Витебске.

## Изменения рейтинга
| Графики недоступны из-за технических проблем. См. информацию на Фабрикаторе и на mediawiki.org. |